# Roberts Plūme
Roberts Plūme (ur. 16 maja 1897 w Jaunjelgavie, zm. 25 sierpnia 1956 w Toronto) – łotewski biegacz narciarski i kolarz.

## Lata młodości i edukacja
W 1914 wyjechał do Rosji. W 1917 ukończył gimnazjum w Jarosławiu, a w 1921 – Akademię Sportu w Petersburgu. W 1937 ukończył studia prawnicze na Uniwersytecie Łotwy.

## Kariera sportowa
Aktywny w sporcie od 1912. Reprezentował klub Rīgas Marss.

### Kariera kolarska
Trzykrotnie startował w pojedynczych etapach mistrzostw świata w kolarstwie szosowym: w 1924, 1927 i 1928. Jest również trzykrotnym mistrzem Łotwy w sprincie (1922-1924) i jednokrotnym w kolarstwie torowym oraz dwukrotnym (1915, 1916) mistrzem Rosji w sprincie. W 1924 wystartował w sprincie na igrzyskach olimpijskich. W pierwszej rundzie zajął ostatnie, 3. miejsce w swoim wyścigu, przez co musiał walczyć o awans do ćwierćfinału w repasażach. Tam odpadł z rywalizacji (był 2. lub 3., a przechodził jedynie zwycięzca każdego wyścigu). W 1928 ponownie wystąpił w sprincie na igrzyskach olimpijskich. W pierwszej rundzie uplasował się na 3. pozycji w swoim wyścigu. Dostał jednak szansę występu w repasażach, w których odpadł z rywalizacji, zajmując ostatnie, 3. miejsce w swoim wyścigu.

### Sporty zimowe
Trzykrotny mistrz Łotwy w biegach narciarskich (w 1923 wygrał na 5, 10 i 30 km). W 1924 wystartował na igrzyskach olimpijskich, na których był chorążym łotewskiej kadry. Wziął wtedy udział w biegu narciarskim na 18 i 50 km. Ani jednego, ani drugiego nie ukończył.

### Inne dyscypliny
Oprócz biegów narciarskich i kolarstwa, uprawiał również wioślarstwo, łyżwiarstwo szybkie, koszykówkę, boks, szermierkę, pływanie, strzelectwo, dziesięciobój i piłkę wodną. W 1922 został mistrzem Łotwy w trójskoku z wynikiem 12,16 m.
Jest jedynym łotewskim sportowcem, który wystąpił zarówno na letnich, jak i na zimowych igrzyskach olimpijskich.

### Trenerzy
Jego trenerami byli Oto Kivuls, Jānis Druģis i Kārlis Gērcs.

## Kariera działacza
Jest jednym z założycieli klubu Universitātes sports, którego dyrektorem generalnym był w latach 1928-1937. W latach 1925–1935 był prezesem Łotewskiej Federacji Koszykarskiej. Założyciel Łotewskiego Związku Sportów Zimowych, członek jego zarządu w latach 1922–1939 i przewodniczący w latach 1930–1939. Od 1928 do 1940 członek Łotewskiego Komitetu Olimpijskiego, w latach 1934-1938 jego prezes.

## Dalsze losy
Po zakończeniu kariery był notariuszem w Smiltene, Rydze i Lipawie. Po II wojnie światowej wyjechał do Austrii, a następnie do Kanady, gdzie pracował jako rolnik, a w latach 1950-1956 był trenerem.
Zmarł 25 sierpnia 1956 w Toronto.

## Życie prywatne
Był żonaty.